# Homotoma yunnanica
Homotoma yunnanica är en insektsart som först beskrevs av Yang och Li 1984.  Homotoma yunnanica ingår i släktet Homotoma och familjen Homotomidae. Inga underarter finns listade i Catalogue of Life.